# ニューヨーク・エア・ブレーキ
ニューヨーク・エア・ブレーキ (英語: New York Air Brake Corporation) は、ニューヨーク州ウォータータウンに本社を置き、アメリカ鉄道協会に関連した鉄道事業者に空気ブレーキや列車制御システムを100年以上にわたり供給している企業である。

## 歴史

### 創業（1876年 - 1900年）
ニューヨーク・エア・ブレーキは、イームズ・バキューム・ブレーキ・カンパニー (Eames Vacuum Brake Company) の資産とビジネスを買収して1890年7月1日に設立された。イームズ社は1876年から真空ブレーキの製造で成功していた会社であった。新しい会社は、1893年にアメリカの全ての鉄道車両に標準化されたブレーキ装置の設置を義務付けた法律を受けて活気付いていたブレーキ市場にちょうど間に合うように、ビービー島 (Beebee Island) と近くの海岸に10の新しい建物を建設した。

### 拡張と新工場（1900年 - 1914年）
1902年にニューヨーク・エア・ブレーキはニューヨーク州ウォータータウンで268 エーカーのプール農場 (Poole Farm) を買収し、こんにちの所在地への移転を始めた。新工場は製造企業にとってのモデルとなるよう計画されており、1,000名の従業員に対して住居・職場・娯楽を提供するようになっていた。しかしながら、従業員は職場の隣に住もうとせず、この計画は破棄された。1903年に新しい鋳造工場が新工場で最初の稼動を開始した。
この頃ニューヨーク・エア・ブレーキにとっての主要な競合相手は、機関車向けブレーキの販売で優位にあったウェスティングハウス・エア・ブレーキであった。ウェスティングハウスが優位であったにもかかわらず、アメリカの鉄道会社は2つのブレーキ装置納入業者を維持し続けることを好んだ。グレート・ノーザン鉄道を建設したジェームズ・ジェローム・ヒルと、ニューヨーク・セントラル鉄道は特にニューヨーク・エア・ブレーキの技術を支持していた。1912年、ニューヨーク・エア・ブレーキとウェスティングハウスは、研究開発と並んで市場を分割することで合意した。ニューヨーク・エア・ブレーキはブレーキ市場で25%のシェアを占め、1914年までに売り上げは年300万ドルまで上昇した。

### 第一次世界大戦と大恐慌（1915年 - 1940年）
1915年になると、ニューヨーク・エア・ブレーキは真空ブレーキの製造設備を第一次世界大戦向けに振り向けた。1915年時点で年間470万ドルであった売り上げは、1916年には2400万ドルへと増加した。1918年までには会社は馬匹牽引の大砲の製造など、軍需関連の製造で7,000人を雇うようになっていた。
大戦後、さらに成長しつつある貨物鉄道事業に向けて新しいブレーキシステムの開発が必要であると考えられた。ニューヨーク・エア・ブレーキの技術者は後にABブレーキとして知られるようになるブレーキの開発を行った。1930年代中頃、ABブレーキが広範に装備されつつあるのと同時期に、近代的な高速機関車・旅客列車向けの電磁自動空気ブレーキが開発され、ウォータータウン工場で生産された。
大戦後の売り上げ急減を受けて、ニューヨーク・エア・ブレーキは新しい市場を模索した。1919年に会社はスリーポイント・トラック (Three-Point Truck) を開発して売り込んだ。このトラックは15 フィートのホイールベースで全長は19 フィートあり、自重は8,100 ポンド、3トンから6トンの搭載量があった。しかしこれは成功を収められなかった。
1925年、新しい経営陣はガーリンガー油圧材木運搬機 (Gerlinger hydraulic lumber carrier) を導入することにより自動車産業への再参入を発表した。この運搬機はエンジンと運転席の上に材木ラックを搭載していた。しかしこのプロジェクトもすぐに消え去った。

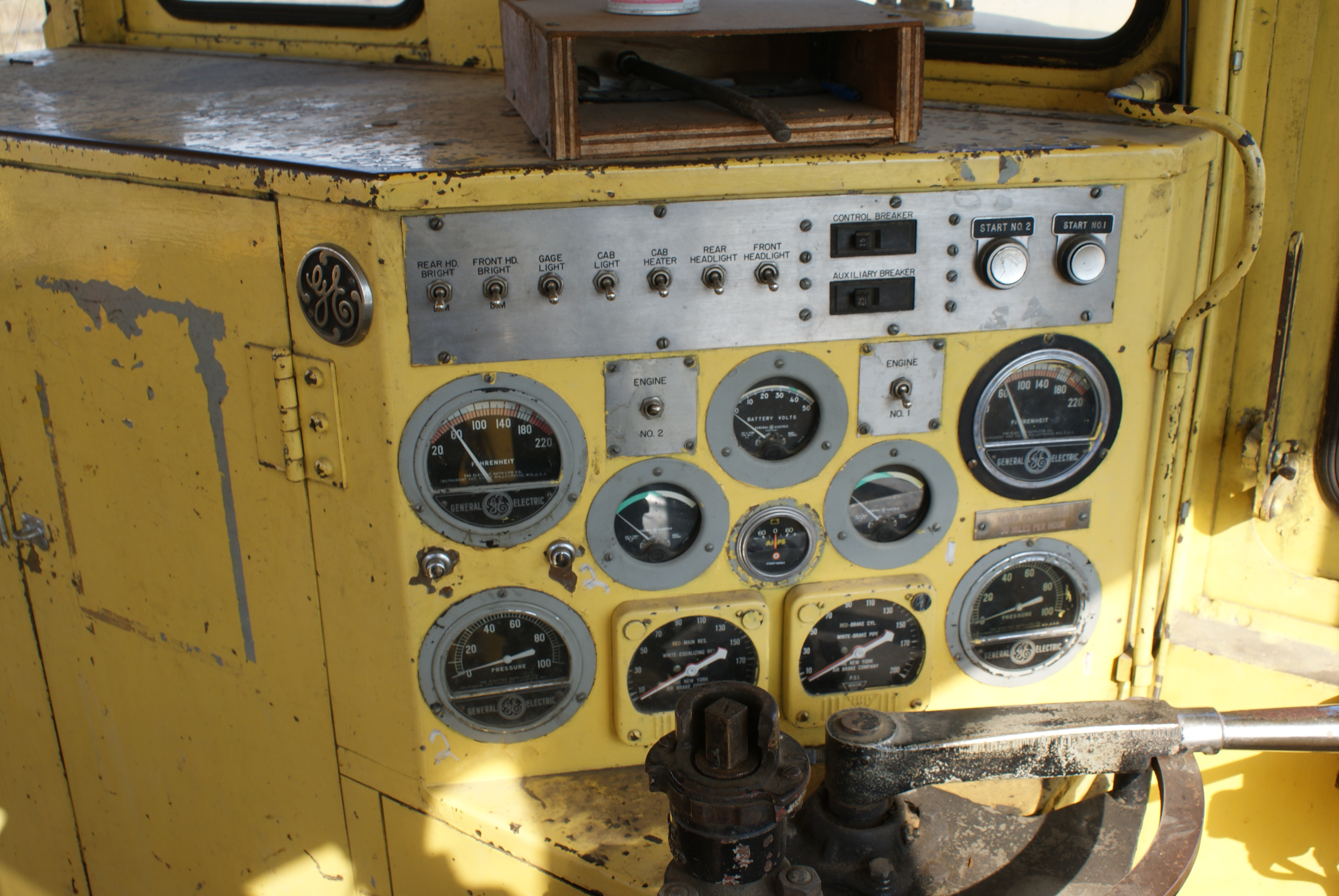
ウェスティングハウス・エア・ブレーキ製のバルブを制御するためのニューヨーク・エア・ブレーキ製のゲージ

ウェスティングハウスとニューヨーク・エア・ブレーキは1929年に、古くなったKブレーキの更新のための開発を開始した。世界恐慌により新しいブレーキの開発は遅れたが、しかし中止されることはなく、1932年4月にニューヨーク・エア・ブレーキは世界最大の200両分の試験線の建設を開始した。1934年にはアメリカ鉄道協会 (AAR) が新しい複合ABブレーキの採用を投票した。恐慌にもかかわらず、会社は300人の雇用を大半はパートタイムながら維持した。

### 第二次世界大戦（1940年 - 1945年）
第二次世界大戦によりニューヨーク・エア・ブレーキは再びアメリカ合衆国の軍備のための生産を開始した。戦争の終わりまでに、M4中戦車の車体、対空砲弾、航空機用自動操縦装置、銃の自動閉鎖機構、戦闘機用油圧ポンプなどの製造を行い、1944年終わりまでに5,000人を超える軍需品生産従業員を抱えていた。
大戦の終わりまでに、ニューヨーク・エア・ブレーキは製品ラインナップを航空機用油圧ポンプにまで拡張していた。1949年に会社は油圧関連の装備の会社デュドコ社 (Dudco Products Company) を買収してさらに市場シェアを広げた。この結果、1950年の年商1800万ドルから1957年には年商4500万ドルへはねあがった。

### ゼネラル・シグナル社との合併と大量輸送システムへの参入（1967年 - 1988年）
1967年6月15日、ニューヨーク・エア・ブレーキはゼネラル・シグナル社 (General Signal) と合併した。1980年、連邦議会はスタガーズ鉄道法を可決し、鉄道産業の規制緩和を行った。この結果、鉄道車両の所有に対する減税が廃止され、新しい車両の発注とそれに伴うブレーキの発注は、1979年の96,000両から1983年の5,800両へ急減した。1982年11月、この難局を乗り切るために数度の従業員解雇を行った。
その頃、ニューヨーク・エア・ブレーキはニューヨーク州との交渉により、ニューヨーク市地下鉄での試験ができることになった。ニューヨーク・エア・ブレーキは1両に1セットのブレーキを装備することを許可された。特に支障がなく1年が経過し、ニューヨーク・エア・ブレーキはニューヨークの交通網に対してブレーキシステムを供給する2500万ドルの契約を獲得した。これは通勤路線に対してブレーキを供給することの始まりであった。1990年にニューヨーク・エア・ブレーキの大量輸送システム部門がクノールブレーキとして設立されメリーランド州ウェストミンスターに移転するまで、ニューヨーク市地下鉄の車両の半数以上に1億ドル相当の装備品を納入した。

### クノールブレムゼによる買収とその後（1991年以降）
1991年1月2日、クノールブレムゼがニューヨーク・エア・ブレーキの鉄道用ブレーキ事業をゼネラル・シグナルから買収したが、ストラトパワー (Stratopower)、ダイナパワー (Dynapower) は買収しなかった。クノールブレムゼは鉄道とトラック用のブレーキシステムで世界トップである。
1993年終わりまでに、ポペットバルブを特徴とするクノールブレムゼのDB-60空気ブレーキを選んでウェスティングハウス式空気ブレーキの製造を終了した。事業を1つの建屋に統合するにあたり、税金の減免と州の補助金によりウォータータウンに会社が残ることになった。
買収以来、ニューヨーク・エア・ブレーキはクノールブレムゼの傘下で北アメリカでもっとも技術的に進んだ鉄道ブレーキを生産する設備として近代化された。
2006年現在、ニューヨーク・エア・ブレーキの事業はテキサス州フォートワースのトレイン・ダイナミック・システムズ (TDS: Train Dynamic Systems)、カナダオンタリオ州キングストンのクノールブレーキリミテッド (Knorr Brake Limited)、アーカンソー州リトルロックとミズーリ州カンザスシティ リバーサイド (Riverside) にある2つのサービスセンターなどでも行われている。

## 製品
- DB60 — 空気制御弁
- CCB II — コンピューター制御ブレーキ
- EP60 — 電磁自動空気ブレーキ
- LEADER — 機関士支援表示装置、イベント記録装置 (Locomotive Engineer Assist/Display & Event Recorder) は、列車の運用と燃費を改善するために設計された車上コンピューター・ディスプレイと地上のデータ管理システムである
- エアホース関連製品
- 貨車部品
- EL-60/ELRP — 空車でブレーキ力を減少させることで車輪を保護する
- TMB60 — 機関車用のブレーキ設計
- CSCTD — コンピューター化車両試験装置 (Computerized Single Car Test Device) は携行用空気ブレーキ試験システムである
- TDS-5000 — 操作・訓練シミュレーション・分析システム